# Sainthia
Sainthia é uma cidade e um município no distrito de Birbhum, no estado indiano de Bengala Ocidental.

## Geografia
Sainthia está localizada a 23° 57′ N, 87° 40′ L. Tem uma altitude média de 53 metros (173 pés).

## Demografia
Segundo o censo de 2001, Sainthia tinha uma população de 39 244 habitantes. Os indivíduos do sexo masculino constituem 51% da população e os do sexo feminino 49%. Sainthia tem uma taxa de literacia de 66%, superior à média nacional de 59,5%: a literacia no sexo masculino é de 73% e no sexo feminino é de 59%. Em Sainthia, 11% da população está abaixo dos 6 anos de idade.